# Ertan Adatepe
Ertan Adatepe, né en 1938 à Ankara, est un joueur de football turc évoluant au poste d'attaquant.

## Carrière de joueur

### Carrière en club
Il commence sa carrière dans le club du Ankaragücü en 1956, avant de signer au Galatasaray SK en 1958, où il ne reste que deux saisons.
En 1960, ne parvenant pas à s’imposer au sein de l’attaque des sangs et ors, Adatepe retourne au Ankaragücü où il devient un des joueurs importants du club, en terminant notamment meilleur buteur du championnat de turquie à deux reprises.
En 1966, bien que ne souhaitant pas quitter le club, le joueur est néanmoins transféré au Türk Telekomspor. En 1971 le joueur est  transféré  à Göztepe, avant de raccrocher les crampons la même année.

### Carrière en sélection nationale
Ertan Adatepe compte une seule sélection pour aucun but inscrit en équipe de Turquie. Il a effectué son unique apparition en équipe nationale le 16 décembre 1962, lors du Match amical face à l'Éthiopie, qui voit les deux équipes se quitter sur le score nul et vierge de 0-0.

## Distinctions individuelles

### MKE Ankaragücü
- Meilleur buteur du championnat de turquie lors de la saison 1965-1966 avec 20 buts.
- Meilleur buteur du championnat de turquie lors de la saison 1966-1967 avec 18 buts